# Filaret (Małyszewski)
Filaret, imię świeckie Foma Małyszewski (ur. 1807 w Roginie, zm. 25 czerwca?/7 lipca 1873 w Niżnym Nowogrodzie) – rosyjski biskup prawosławny. 

## Życiorys
Był synem unickiego duchownego. Wykształcenie teologiczne uzyskał w seminarium duchownym w Połocku, a następnie w Głównym Seminarium Duchownym przy Uniwersytecie w Wilnie. Stopień magistra nauk teologicznych uzyskał w 1830. W tym samym roku został wykładowcą języka francuskiego oraz cerkiewnosłowiańskiego w seminarium, którego był absolwentem. Święcenia kapłańskie przyjął 8 listopada 1830. Po trzyletnich dodatkowych studiach na Uniwersytecie Petersburskim został w seminarium połockim profesorem statystyki oraz języków francuskiego i niemieckiego. Jeszcze w 1833 został jednak skierowany do pracy w Seminarium Litewskim, na stanowiskach profesora historii Kościoła, obrządków grecko-wschodnich, języka francuskiego oraz śpiewu cerkiewnego. Od 1834 do 1836 był również sekretarzem zarządu seminarium, zaś od 1836 zasiadał w konsystorzu diecezji litewskiej.
W 1837 otrzymał godność protoprezbitera. Od wymienionego roku został ponownie profesorem, jak również inspektorem seminarium duchownego w Połocku. W 1839, po synodzie połockim, przyjął prawosławie, razem ze wszystkimi duchownymi i wiernymi Kościoła unickiego na ziemiach zabranych. W tym samym roku otrzymał order św. Anny III stopnia. Od 1840 był rektorem seminarium duchownego w Połocku i przewodniczącym konsystorza eparchii połockiej. 10 sierpnia tego samego roku złożył wieczyste śluby mnisze, przyjmując imię zakonne Filaret, zaś następnego dnia otrzymał godność archimandryty.
W 1843 został dziekanem monasterów eparchii połockiej, w tym samym roku został odznaczony orderem św. Anny II stopnia, zaś w 1847 – orderem św. Włodzimierza III stopnia. Dwa lata później został rektorem seminarium duchownego w Wilnie, które to stanowisko zwyczajowo łączył z obowiązkami przełożonego monasteru Trójcy Świętej w Wilnie. Był także dziekanem monasterów w eparchii wileńskiej i litewskiej.
30 kwietnia 1851 został nominowany na biskupa kowieńskiego, wikariusza eparchii wileńskiej i litewskiej; chirotonię biskupią przyjął 28 maja tego samego roku w soborze św. Mikołaja w Wilnie. W 1854 otrzymał order św. Anny I stopnia. Wielokrotnie, na polecenie metropolity wileńskiego Józefa, dokonywał kontroli w parafiach, monasterach i szkołach cerkiewnych na Litwie. W latach 1860–1869 był ordynariuszem eparchii ufijskiej, zaś od 1869 do 1873 był biskupem niżnonowogrodzkim; urząd ten sprawował to śmierci. Został pochowany w soborze Przemienienia Pańskiego w Niżnym Nowogrodzie obok innych biskupów niżnonowogrodzkich. Jego nagrobek został zniszczony w czasie rozbiórki soboru w 1929.